# Öffentlicher Auftrag (öffentliche Unternehmen)
Öffentlicher Auftrag ist ein unbestimmter Rechtsbegriff, mit dem die satzungsmäßig oder sonst wie vorgegebenen Ziele der öffentlichen Hand für öffentlich-rechtliche Institutionen umschrieben werden. 

## Allgemeines
Der Begriff des öffentlichen Auftrags entstand Mitte der 60er Jahre und umfasst eine Vielzahl öffentlicher Aufgaben. Diese können sich im Zeitablauf wandeln, da das Verständnis von sozialer Verpflichtung des Staats variieren kann. Wenn der Gesetzgeber eine bestimmte Aufgabe als öffentlichen Auftrag (Amtsauftrag) formuliert hat, ist die jeweilige Institution zur Umsetzung dieser Aufgabe gezwungen. Öffentliche Betriebe und Verwaltungen sind auf das Gemeinwohl ausgerichtet. Gemeinwohlorientierte Ziele können sein „Sicherheit im Straßenverkehr“ (Ziel der Straßenbauverwaltung), „Schutz vor Straftaten“ (Polizei) oder „flächendeckendes, preiswertes Verkehrsangebot“ (Ziel eines städtischen Busbetriebs). Es steht somit das Sachziel und nicht das Formalziel (Kostendeckung oder Gewinnerzielung) im Vordergrund. Diese recht abstrakten Ziele müssen dann durch Konkretisierung operabel gemacht werden.
Das entscheidende Kriterium für alle öffentlichen Unternehmen ist die Vorgabe von Zielen durch ihren Träger (Bund, Länder und Gemeinden). Der öffentliche Auftrag umfasst die vom Gesetzgeber oder Träger den öffentlichen Unternehmen gestellten oder übertragenen Aufgaben. So werden beispielsweise die Ziele von öffentlichen Versorgungs- oder Verkehrsunternehmen vorgegeben, was diese Unternehmen zu Instrumenten ihres Trägers macht. Sie erfüllen damit vielfältige, aus den Zielen abgeleitete Aufgaben.

## Öffentlicher Auftrag bei öffentlichen Unternehmen
Öffentliche Aufträge ergeben sich bereits aus dem Grundgesetz, das in Art. 87e Abs. III Satz 2 GG den Eisenbahnen des Bundes die Tätigkeit des Baus, der Unterhaltung und des Betreibens von Schienenwagen vorschreibt. Die Entsorgung von Hausmüll ist nach § 15 Abs. I KrW/AbfG den öffentlich-rechtlichen Entsorgungsanstalten zugewiesen. Mit der Rechtsform einer Anstalt des öffentlichen Rechts ist regelmäßig auch ein öffentlicher Auftrag verbunden. Damit erfüllen alle Anstalten des öffentlichen Rechts in Deutschland ausnahmslos einen öffentlichen Auftrag kraft Rechtsform. Allerdings können auch privatrechtlich organisierte Unternehmen (etwa in der Form der GmbH oder AG) als öffentliche Unternehmen einen öffentlichen Auftrag besitzen. Öffentliche Unternehmen sind die Träger öffentlicher Aufgaben und erhalten in der sozialen Marktwirtschaft durch diesen öffentlichen Auftrag und dessen Verwirklichung ihre Legitimation.
Errichtet der Träger ein öffentliches Unternehmen, an welchem er mehrheitlich beteiligt ist, so kann er über dessen Gesellschaftsvertrag oder kraft Gesetzes den Geschäftszweck und die Unternehmensziele bestimmen. Der öffentliche Auftrag definiert somit die zu erbringende Leistung des Unternehmens. Damit nehmen öffentliche Unternehmen eine öffentliche Aufgabe wahr. Für deren positive Wahrnehmung in der Öffentlichkeit ist aber nicht nur eine hohe Qualität der Leistungen wichtig, sondern auch die mit dem öffentlichen Auftrag verbundene gesellschaftliche und soziale Verantwortung. Öffentliche Unternehmen haben in der Regel „einen institutionellen öffentlichen Auftrag zu erfüllen, der gemeinwohlorientiert ist und die Erbringung von Dienstleistungen von allgemeinem (öffentlichen) Interesse beinhaltet“. Aufgabenschwerpunkte öffentlicher Unternehmen liegen in der Sicherung der Infrastruktur, Daseinsvorsorge, Monopolbewirtschaftung, Forschungsförderung und Technologieentwicklung. Entsprechende Aufgaben sind regelmäßig als öffentlicher Auftrag in Gesetzen und Unternehmensverfassungen rechtlich normiert. Die zunächst groben Ziele (z. B. Sauberkeit) werden durch Konkretisierung verfeinert (z. B. flächendeckende, regelmäßig einmal wöchentlich stattfindende Stadtreinigung der Straßen und Plätze) und dadurch operabel gemacht. Der öffentliche Auftrag besteht mithin in der Vorgabe eines Ziels durch den Träger eines öffentlichen Unternehmens.

## Öffentlicher Auftrag im Sparkassenwesen
Der Begriff des öffentlichen Auftrags im Sparkassenwesen konkretisierte sich erst im Rahmen kreditwirtschaftlicher Auseinandersetzungen in den 70er Jahren. Sparkassen und Landesbanken unterliegen ebenfalls einem öffentlichen Auftrag. Bei den Sparkassen bezeichnet der Begriff öffentlicher Auftrag die vom Gesetzgeber in den Sparkassengesetzen bestimmten allgemeinen öffentlichen Aufgaben, die sie zu erfüllen haben und durch die sie sich von den nicht-öffentlichen Kreditinstituten unterscheiden. Sparkassen mit kommunalem Träger müssen nach den Sparkassengesetzen der Bundesländer einen öffentlichen Auftrag erfüllen. Nach § 3 Abs. 1 SpkG NW haben die Sparkassen die Aufgabe, der geld- und kreditwirtschaftlichen Versorgung der Bevölkerung und der Wirtschaft insbesondere in ihrem Geschäftsgebiet (Gewährleistungs- und Strukturfunktion) und ihres Gewährträgers (Hausbankfunktion) zu dienen. In § 3 Abs. 2 SpkG NW ist vorgesehen, dass die Sparkassen den Wettbewerb im Kreditgewerbe stärken sollen (Wettbewerbssicherungsfunktion), den Sparsinn und die Vermögensbildung in der Bevölkerung fördern und die Kreditversorgung der Ausstattung des Mittelstands und der wirtschaftlich schwächeren Bevölkerungskreise zugutekommen sollen (Förderfunktion). § 3 Abs. 3 SpkG NW schließlich bestimmt, dass die Gewinnerzielung nicht der Hauptzweck des Geschäftsbetriebs ist; zulässig ist die Erzielung eines angemessen Gewinns. Allgemein lassen sich hieraus für Sparkassen im Rahmen des öffentlichen Auftrags folgende Funktionen ableiten:
- Förderfunktion: die Förderung des Sparsinns und der Vermögensbildung in der Bevölkerung sowie die Kreditversorgung der Wirtschaft.
- Gewährleistungsfunktion: soll eine flächendeckende Versorgung aller Bevölkerungsschichten mit Bankdienstleistungen sicherstellen.
- Hausbankfunktion: soll die geld- und kreditwirtschaftliche Versorgung des Gewährträgers sicherstellen.
- Struktursicherungsfunktion: Existenz von öffentlich-rechtlichen Sparkassen in allen, auch strukturschwachen Regionen, zwecks ausgewogener räumlicher Wirtschaftsstruktur.
- Wettbewerbssicherungsfunktion: Stärkung des Wettbewerbs im Kreditgewerbe.

Bei Sparkassen bleibt der öffentliche Auftrag den wirtschaftlichen Zielsetzungen Rentabilität, Liquidität und Sicherheit übergeordnet. auch hier hat mithin das Sachziel Vorrang oder ist mittlerweile gleichrangig mit dem Formalziel. Gewinne der Sparkasse, die nicht zur Stärkung der Sicherheitsrücklage eingesetzt werden, sind gemeinnützig zu verwenden. Der öffentliche Auftrag prägt die Identität der Sparkassen und Landesbanken.
Der öffentliche Auftrag der Sparkassen und Landesbanken ist spätestens seit 1993 umstritten, denn im Rahmen der Privatisierungsdebatte sehen viele Autoren hierfür keine tragfähige Grundlage mehr.